# The Alpine
The Alpine ist eine Rockband aus Aalborg (Dänemark).

## Bandgeschichte
Die Band ging aus der Aalborger Schülerband Aroma hervor. 2002 wurde selbständig ein Promo-Album namens World Record produziert. Etliche Auftritte folgten, und ein dänischer Radiosender nahm einige ihrer Lieder ins Programm auf.
Größere Bekanntheit auch über die Grenzen Dänemarks hinaus erlangte die Band 2005, als sie neben neun weiteren europäischen Gruppen für die Show MTV A CUT ausgewählt wurde. In der Sendung wurde eine Band gesucht, die Anastacia bei einem Konzert als Vorband unterstützen durfte. The Alpine belegten den zweiten Platz. Bei der Produktion der Sendung in London bekamen sie die Gelegenheit, ihre spätere erste Single Mondays look the same in den Abbey Road Studios aufzunehmen.
Sowohl im April 2005 als auch im Mai/Juni 2006 tourten die fünf Dänen durch Deutschland. Im April 2006 veröffentlichten sie ihr erstes Album On Feel Trips mit der Singleauskopplung Trigger. Das zweite Album There's Only So Much You Can Do ist am 23. Mai 2008 erschienen.

## Diskografie

### Studioalben
- 2006: On Feel Trips
- 2008: There’s Only So Much You Can Do

### Singles
- 2005: Mondays Look the Same
- 2006: Trigger